# Borghese Petrucci
Borghese Petrucci (* 1490 in Siena; † 1526 in Neapel) war ein italienischer Politiker und von 1512 bis 1516 Leiter der Signoria von Siena.

## Biografie

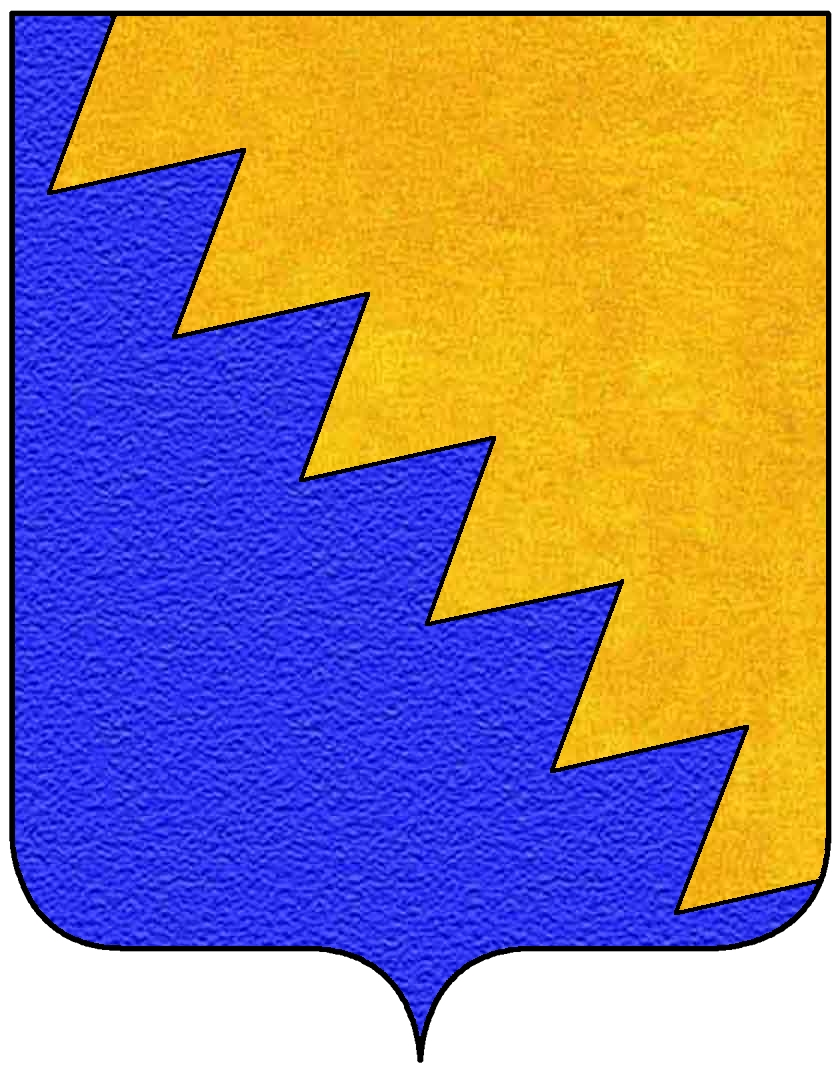
Wappen der Petrucci

Borghese Petrucci gehörte zu der gleichnamigen Familie, die im 15. und 16. Jahrhundert das politische Leben von Siena direkt oder indirekt beeinflusste. Der Stammvater und Gründer der politischen und kirchlichen Geschlechts Sienas war Pandolfo Petrucci, der mit Unterstützung seines Bruders Giacomo das Herrenhaus bis 1512 regierte. 1509 heiratete sein Sohn Borghese Vittoria Piccolomini, eine Adlige aus Siena und Nichte von Papst Pius III.
Nach dem Tod von Pandolfo im Jahr 1512 erklärten die sienesischen Ältesten, die durch einen fünf Jahre zuvor unterzeichneten Geheimvertrag gebunden waren, seinen beiden Söhnen Alfonso – wohnhaft in Rom – und seinem ältesten Sohn Borghese Petrucci, den Gehorsam und übertrugen die Macht ihres Vaters auf diesen. Es erwies sich jedoch, dass der Nachfolger nicht regierungsfähig war und keine diplomatischen Beziehungen aufbauen konnte. Im November 1515 traf sich Borghese mit Papst Leo X. in Bolsena und wurde dort vom Papst gebeten, die Wünsche der Medici zu unterstützen. Als Borghese ablehnte, beschloss Leo X. seine Reise nach Bologna fortzusetzen und weigerte sich, aus Empörung, durch Siena zu reisen und jemand anderen zu fördern. Im März des folgenden Jahres, nach nur vier Jahren als Leiter der Signoria, wurde Borghese durch Beschluss des Papstes aus der toskanischen Stadt vertrieben und durch seinen Cousin Raffaele Petrucci, den damaligen Bischof von Grosseto und nächsten Kardinal, ersetzt, der wiederum durch Fabio Petrucci, den jüngeren Sohn von Pandolfo, ersetzt wurde.
Der Hinauswurf Borgheses durch Leo X. erzürnte seinen Bruder Kardinal Alfonso Petrucci, der eine Verschwörung zum Tod des Papstes anordnete. Borghese war auch der Vater der Dichterin Aurelia Petrucci, Autorin des berühmten Sonetts Dove stà il tuo valor, Patria mia cara?, das den Wechselfällen der Stadt Siena gewidmet ist.